# Perkussion (medicin)
Inom medicinsk terminologi innebär perkussion en undersökningsmetod där läkaren alternativt sjuksköterskan knackar på patientens kropp med ett finger eller en perkussionshammare för att upptäcka vätskeansamlingar under huden, lungsjukdomar och för att undersöka reflexer, till exempel knäreflexer. Med ledning av perkussionsljudet kan man avslöja förtätningar i lungor eller förstoringar av bukorgan.